# أحمومرده (سقز)
قرية أحمومرده (بالكردية: ئەحمەومەردە) هي إحدى القرى التابعة لـتيله کو في ريف قسم زيويه من مقاطعة سقز، في محافظة كردستان الإيرانية.

## السكان
حسب إحصاءات سنة 2006، بلغ إجمالي السكان في أحمومرده 138 نسمة وعدد المساكن 26 مسكن. لغة سكان أحمومرده هي اللغة الكردية وهم من أهل السنة والجماعة والمذهب الشافعي.